# チーム・マイナス6%
チーム・マイナス6%は、地球温暖化の一因とされる温室効果ガスを抑制するために2005年から2009年12月まで日本国政府が主導したプロジェクトである。2010年より、25%削減を目指すチャレンジ25キャンペーンに移行した。

## 背景
2005年に発効した京都議定書で、地球温暖化を抑制するため、日本は2008年から2012年の間に温室効果ガスの排出量を1990年に比べて6%削減することが目標として義務付けられた。この目標を達成するため政府の地球温暖化対策推進本部は京都議定書目標達成計画を作成した。この計画の中で、国民に向けた情報提供、地球温暖化対策の普及啓発を目的として、経済界と協力して進める大規模な国民的運動としてチーム・マイナス6%（運営は「チーム・マイナス6%運営事務局」）を立ち上げた。

## 目的
京都議定書の目標を達成するために、温暖化の現状を国民に対して周知させ、どのような行動が温暖化の防止につながるのかをアナウンスし、実践することを呼びかけることである。

## アクションプラン
この運動では、個人・法人・団体はチーム員として参加する。法人や団体は地球温暖化防止につながる行動を立案、実行する。また、実践を見直し、改善することになっている。特に、次の6つの観点で具体的にアクションプランを定めている。
1. 冷暖房の温度設定：冷房は28℃、暖房は20℃を数値目標としている。
2. 節水
3. アイドリングストップ
4. エコ製品使用
5. 過剰包装防止
6. 節電

## 主要な対策とロゴマーク
地球温暖化対策として様々な試みが行われ、その中には社会現象となったものもあった。企業や商品がCO₂削減に役立つことを示すために次のロゴマークが作成され、使われた。
チーム・マイナス6%
「チーム・マイナス6%」に参加している個人や団体が用いる。
ハロー!環境技術
CO₂削減に貢献する技術が使われているエコ製品に対して使われる。エコ製品の告知と差別化に用いられる。
COOL BIZ（クール・ビズ）
冷房使用時における室内温度が28度とした時でも快適に過ごせる製品に用いられる。
WARM BIZ（ウォーム・ビズ）
暖房使用時における室内温度が20度とした時でも快適に過ごせる製品に用いられる。

## 参加方法
- 個人がこの運動に参加する場合、上記のアクションプランから自分にできそうなものを選択、申請し、実践する。法人・団体がこの運動に参加する場合、上記のアクションプランをはじめとして、地球温暖化防止につながる行動計画を立て、申請、実践する。

## 法律
- 環境の保全のための意欲の増進及び環境教育の推進に関する法律（2003年7月25日法律第130号、2003年7月一部施行、2004年10月完全施行）

## 予算
- 約30億円（2005年度・2006年度、環境省）

## 実施と成果

### 参加メンバー、法人・団体

#### 個人
- チームリーダーを内閣総理大臣が、サブリーダーを環境大臣が、応援団長をゴリエが務めている。
- 歌手の倉木麻衣もメンバーである。
- キャラクターチーム員として、コマメちゃん（地球温暖化防止推進リーダー）、カーネルサンダース、ウルトラマン、クール・ゴーオンジャー（スーパー戦隊シリーズ32代目）、ガチャピン・ムック（ポンキッキシリーズ・フジテレビKIDS公式マスコット）、ぴちょんくん（ダイキン『うるるとさらら』マスコット）、まさお君一家（ペット大集合!ポチたま）といったマスコットキャラクター・テレビキャラクターなども登録されている。
- 3,115,655人（2009年7月7日 1:10現在）

#### 法人・団体
- 官公庁、地方自治体、NPO・NGO、労働団体、一般企業・団体
- 31,150団体（2009年7月7日 1:10現在）

### 企業による対策例
- 省エネルギー化
- アイディアの表彰
- 過剰包装防止 - 風呂敷、マイバッグ
- ウォーム・ビズ - 「ウォーム・ビズ・フェア」の実施

### 成果
- マイナス6%どころか政府や経済界の実効的対策不足により、温室効果ガス排出量は既に8.7%増加（CO2、CH4、N2O は1990 年、HFCs、PFCs、SF6 は1995 年比・2007年度速報値）となっている。したがって、1990年比マイナス6%を達成するためには、実質マイナス14.7%の削減が必要であり、事実上不可能であると思われた。
- しかしながら、2008年,2009年と10%台の削減が続き、2009年度確定値では、排出権取引分も合わせてマイナス6%を達成した。
- ただ、確定値の発表は2011年に入ってのことで、すでにチャレンジマイナス25%体制に移行した後であった事、削減の主因がリーマンショックによる景気の後退であったため、目標達成が話題になることはなかった。

### 問題
啓蒙を目的とした本プロジェクトであるが、次のような問題・批判を生んでいる。
- チーム・マイナス6%の取り組み運動のうち、「冷暖房の温度設定」「節水」「エコ製品」「節電」はいずれも節電と言う同じ趣旨の内容であり、これにエコ運転、過剰包装を組み合わせてCO2マイナス6%を目指すのは高望みであるという指摘がある。
- 冷暖房設定温度以外は具体的数値目標がない。
- 水力発電、原子力発電等の温室効果ガスを排出しない発電の比率が高い電力会社から電力供給を受けている場合には、節電による排出量抑制効果が比較的低くなってしまう（水力、原子力発電の割合は、たとえば関西電力では合計57%にもなる）[2]。
- 京都議定書の目標を各国が達成した場合でも、0.7%の抑制にしかならない[3]。
- 「日本の達成目標6%」「冷暖房の設定温度」と、「温室効果ガスの削減」「温暖化防止への寄与」との間に、科学的根拠がない。
- アクションプランの中には自動車の利用に関する項目が設けられているが、これらは運転免許証を持たない交通弱者は実践できないため、自動車運転者よりも日常生活上で多大な負担を強いられることになりかねない。特に法人・団体における実践の中で「交通弱者はエコでない」などの差別や偏見を被る危険性がある。そもそも、公共交通機関・徒歩・自転車などの「自動車を利用しない」有力な代替案がありながら、自動車業界からの批判を避けるためか、自動車運転そのものの抑制に大きく踏み込んでいないことが問題である。

## 発展的解消
2009年12月17日、環境大臣・小沢鋭仁は声明を発表し、チーム・マイナス6%の、チャレンジ25キャンペーンへ向けての発展的解消を発表した。政府の施策「チャレンジ25」に合わせたもので、政策情報の提供と共に、特にCO2排出量の増加し続けているオフィス等の業務部門や家庭部門に対し、CO2の少ないライフスタイルの提案などを通じて、一人ひとりや地域ぐるみのCO2削減アクションの実践を展開していく、としている。